# 枡矢好弘
枡矢 好弘（ますや よしひろ、1933年5月9日 - ）は、日本の英語学者。甲南大学名誉教授。

## 来歴
- 1933年　神戸市生まれ。
- 1956年　甲南大学文理学部文学科卒。

- 1960年　エディンバラ大学留学（～61年）。
- 1973年　甲南大学文学部教授
- 1977年　エディンバラ大学言語学科客員研究員（兼甲南大学在外研究員/～78年）
- 2002年　退職、甲南大学名誉教授[1]。

## 著書
- 『英語音声学』こびあん書房 1976
- 『音声学と音韻論 主要論考』こびあん書房、1997
- 『英語の発音 コミュニケーションのために』大阪教育図書 2002

### 共編著
- 『H.ポウツマ』荒木一雄著 南雲堂 不死鳥英文法ライブラリ 1964
- 『新英文法の活用』有村兼彬,岩田良治共著 研究社出版 1982
- 『学校英文法と科学英文法』福田稔共著 研究社出版 1993
- 『英語学文献解題 音声学・音韻論』島岡丘,原口庄輔共編 研究社 1999

### 翻訳
- D.B.フライ『ホモ・ロクエンス ことばを話す動物としての人間』こびあん書房 1980
- イザベル・R.プレセット『野口英世』中井久夫共訳 星和書店 1987
- 『中世英雄叙事詩　ベーオウルフ　韻文訳』開拓社、2015年

### 記念論文集
- 『ことばの音と形 枡矢好弘教授還暦記念論文集』こびあん書房 1994